# História das bibliotecas
A antiga e recente história das bibliotecas é marcada por desdém do conhecimento. Ela vem sofrendo ao longo dos anos a ação do tempo, as guerras, a censura, e mesmo assim conseguiram sobreviver a todos ataques. Na Idade Média, foram nos mosteiros católicos do Ocidente que conseguiram mais uma vez se salvar. Um exemplo desse tipo de operação medieval foi resgatado no romance "0 nome da Rosa", de autoria de Umberto Eco.

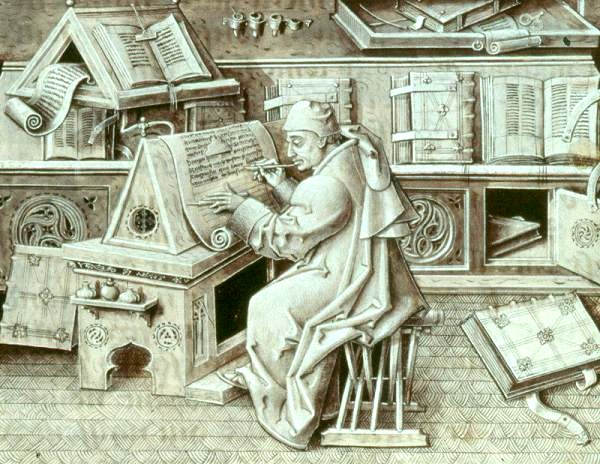
Monge escriba medieval.

## Momentos Históricos
Toda a saga das bibliotecas antecede a própria história do livro e vai encontrar abrigo no momento em que a humanidade começa a dominar a escrita. As primeiras bibliotecas que se tem notícia são chamadas "minerais", pois seus acervos eram constituídos de tabletes de argila. As primeiras conhecidas são de 4000 anos antes de Cristo, na Mesopotâmia (parte do atual Iraque), que eram compostas  de centenas de pequenas tábuas de argila, em escrita cuneiforme. Em seguida, as bibliotecas vegetais e animais, constituídas de rolos de papiros e pergaminhos. Essas são as bibliotecas dos babilônios, assirios, egípcios, persas e chineses. Mais tarde, com o advento do papel, fabricado pelos árabes, começam-se a formar as bibliotecas de papel e, mais tarde, as de livro propriamente dito.
São Bento de Núrcia em 529, funda a Abadia de Monte Cassino, ratificando a Ordem dos Beneditinos, e cira a famosa Regra beneditina. Nessa regra está a obrigação da leitura da Sagrada Escritura e seu estudo pelos comentários dos chamados Padres da Igreja. “O mosteiro deve copiar os textos para enriquecer a biblioteca”, diz a Regra. Com isso, se estabelece em cada mosteiro um scriptorium (escritório) e uma biblioteca. Com a propagação da Ordem de São Bento ocorre a multiplicação das bibliotecas pela Europa.
Os historiadores acreditam que a biblioteca mais antiga seja a biblioteca de Ebla, encontrada em 1975 na Mesopotâmia e cujo acervo era formado de placas de argila escritas em caracteres cuneiformes datados de 2500 anos antes de Cristo. Mas nenhuma foi tão famosa como a biblioteca de Alexandria, no Egito. Ela teria de 40 a 60 mil manuscritos em rolos de papiro, chegando a possuir 700 mil volumes. A sua fama é atribuída, além à grande quantidade de documentos, também aos três grandes incêndios de que foi vítima.
Mas outras bibliotecas também tiveram grande importância, como as bibliotecas judaicas, em Gaza; a de Hatusa, na Anatólia; e a biblioteca de Pérgamo, que foi incorporada à de Alexandria, antes de sua destruição. Os gregos também possuíam bibliotecas, mas as mais importantes eram particulares de filósofos e teatrólogos.
A partir do século XVI, as bibliotecas se transformam, tendo como característica a localização acessível, passam a ter caráter intelectual e civil, a popularização da informação em diferentes áreas do conhecimento.
No Brasil, a biblioteca oficial foi a atual Biblioteca Nacional e Pública, do Rio de Janeiro, em 1825. Essa biblioteca era constituída dos livros do rei de Portugal Dom José I e foi trazida para o Brasil por Dom João VI, em 1807. Junto à Biblioteca Nacional, outra de grande importância no Brasil é a Biblioteca Municipal de São Paulo.

## Considerações Finais

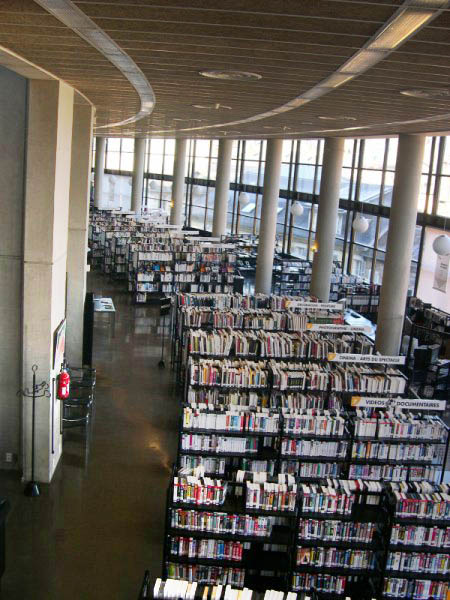
Biblioteca moderna em Chambery, França.

Nos dias atuais, as bibliotecas vêm se adaptando ao processo de inovações tecnológicas a partir da metade do século XX, sendo que uma das principais características da biblioteca do futuro, é que a mesma apresentará não mais o volume do seu acervo, e sim a disponibilidade de poder disseminar informações com outras instituições através das novas tecnologias informacionais.
Apesar de ainda mostrar muito fôlego, os livros, que compõem a maior parte dos acervos das bibliotecas, provavelmente em um futuro bem próximo, serão armazenados em CD-Rom, multimídia, Internet e outros mecanismos de armazanamento de dados eletroeletrônicos.